# Aratore

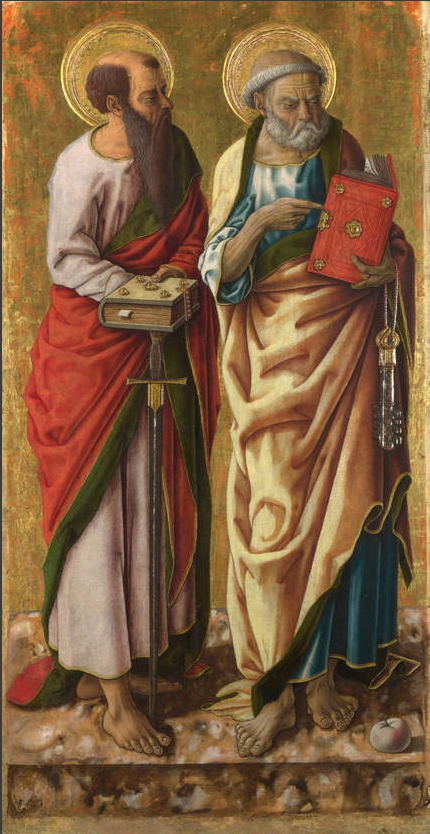
San Pietro e Paolo, in un dipinto di Carlo Crivelli

Aratore (in latino Arator; Liguria, tra il 480 e 490 – Roma, dopo il 544) è stato uno scrittore romano.

## Biografia
I dati biografici di Aratore ci sono noti, oltre che da scarse testimonianze esterne, da due indirizzi in distici scritti da Aratore stesso all'Abate Floriano e a papa Vigilio, così come una lettera ad un certo Partenio.
Aratore era probabilmente di origine ligure. Studiò a Milano, con il patrocinio del vescovo Lorenzo e di Magno Felice Ennodio, per poi trasferirsi a Ravenna, capitale dell'impero d'Occidente, alla corte del re Teodoricoː trattato con distinzione da Teodorico a causa della sua orazione in favore della Dalmazia e protetto da Cassiodoro, entrò al servizio della corte gotica ma si dimise al momento della lotta con Bisanzio (circa 536).
Si recò, quindi, a Roma, dove venne ordinato diacono nella cerchia di papa Vigilio, al quale dedicò nel 544 la sua opera principale, un poema in esametri in due libri dal titolo De actibus Apostolorum. L'opera ebbe molto successo, tanto che il papa chiese all'autore di leggerla in pubblico presso la basilica di San Pietro in Vincoli a Romaː la lettura durò quattro giorni, poiché il poeta aveva dovuto ripetere molti passaggi su richiesta del suo pubblico.

## De actibus Apostolorum
Il poemetto, in esametri, in due libri, segue la storia degli Atti degli Apostoli; il primo libro, dedicato a San Pietro, si conclude con il capitolo XII; il secondo, dedicato a san Paolo, con il martirio dei due Apostoli.
Molti eventi importanti sono omessi, ad altri Aratore allude soltanto, dichiarando che il suo obiettivo era quello di offrire non i fatti, ma il significato mistico e morale del libro neotestamentarioː di conseguenza, spesso dà strane interpretazioni dei numeri e nomi, oltre a sforzarsi di lodare san Pietro a scapito di Paolo e degli altri Apostoli.
Il suo stile e la versificazione sono abbastanza corrette e si sottrae abilmente ai contorsionismi del simbolismo dell'epoca.